# Magnus "Bagarn" Johansson
Karl Magnus "Bagarn" Johansson, född 15 december 1969 i Göteborg, är en svensk handbollstränare.

## Karriär
Magnus Johansson har som tränare vunnit fyra SM-guld, tre SM-silver och ett silver i Cupvinnarcupen (2003) med Redbergslids IK och tre SM-guld med IK Sävehofs damlag. Han var även assisterande förbundskapten för Sveriges damlandslag 2008 till 2011 där EM-silvret 2010 blev den största triumfen.
Efter fyra framgångsrika år som damtränare bytte Magnus Johansson till herrtränare i IK Sävehof. Efter SM-guldet 2012 förlorade laget flera spelare till utlandet som inte kunde ersättas, samtidigt som trotjänaren och nyckelspelaren Erik Fritzon avslutade karriären. Det resulterade i att klubben blev en andrarangsklubb i Sverige på herrsidan. Klubbens ledning var missnöjda och 2016 fick Johansson sparken. Hans ersättare blev Robert Wedberg.
Han blev tränare för RIK:s herrlandslag i december 2020. I april 2022, efter att laget klarat sig kvar i Handbollsligan via kval, fick Johansson sparken och ersattes av Marinko Kurtović.

## Meriter

### Klubblag
HP Warta
- Seriesegrare i elitserien 1997

Redbergslids IK
- Fyra SM-guld (1998, 2000, 2001, 2003)

IK Sävehofs damlag
- Fyra SM-guld (2009, 2010, 2011, 2012)

### Landslag
Sveriges damlandslag
- OS 2008 i Peking: 8:a
- EM 2008 i Makedonien: 9:a
- VM 2009 i Kina: 13:e
- EM 2010 i Danmark och Norge:  Silver